# Emma Rigby
Emma Catherine Rigby (St. Helens, 26 september 1989) is een Britse actrice.

## Biografie
Rigby werd geboren in St Helens, Merseyside en heeft één oudere zus, Charlotte. Ze studeerde aan de 'De La Salle Highschool', echter stopte ze haar studie in 2006 om zich meer te focussen op haar rol van Hannah Ashworth in de televisieserie Hollyoaks.